# Geranium multiceps
Geranium multiceps är en näveväxtart som beskrevs av Porphir Kiril Nicolai Stepanowitsch Turczaninow. Geranium multiceps ingår i släktet nävor, och familjen näveväxter. Inga underarter finns listade i Catalogue of Life.